# Ubojstvo u Keillers parku
Ubojstvo u Keillers parku zločin je koji se dogodio u Švedskoj. Dana 23. srpnja 1997. pronađeno je tijelo nepoznata čovjeka u geteborškom parku. Dva je dana poslije ta osoba, koja je dvaput upucana pištoljskim metcima, identificirana kao tridesetšestogodišnji Josef ben Meddour, alžirski državljanin i homoseksualac koji je više godina živio u Švedskoj.
Nakon višemjesečne istrage policija je uspjela uhititi dvojicu ubojica: dvadesetdvogodišnjeg Jona Nõdtveidta, frontmena black metal-sastava Dissection, i njegova dvadesetogodišnjeg prijatelja Vlada, iranskog državljanina koji je živio u Švedskoj. Priznali su da su počinili zločin i na kraju ih je prizivni sud kaznio s deset godina zatvora. U to je vrijeme Vlad bio osumnjičen za sudjelovanje u drugim ubojstvima i fizičkim napadima.
Nödtveidt i Vlad, koji su bili članovi Temple of the Black Lighta, nekoliko su puta raspravljali o žrtvovanju ljudi prije nego što su ubili Meddoura. Međutim, policija nije mogla sa sigurnošću utvrditi da je motiv za ubojstvo bio povezan s okultizmom, pa ga je nazvala zločinom iz mržnje potaknut homofobijom.

## Otkriće tijela
Šesnaestogodišnjak je 23. srpnja 1997. oko 16:30 naišao na tijelo osobe koja je ležala licem prema dolje pored starog vodotornja u Keillers parku, koji se nalazi u središtu Göteborga. Odmah je pozvao policiju, koja je utvrdila da je muškarac dvaput upucan metcima iz pištolja. Prvi ga je metak pogodio u leđa i prošao je kroz njegovo srce, a drugim je upucan u glavu dok je ležao na tlu. Uz tijelo su pronađene torba i kapa.
Uz truplo nisu pronađeni dokumenti, ali je policajka prepoznala muškarca; izjavila je da se često šetao trgom Svingeln i da je zbog kovrčave kose i sunčanih naočala podsjećao na švedskog pjevača Magnusa Ugglu. Zaposlenik u susjednoj trgovini rekao je da se žrtva zvala Josef i da je često šetala s muškarcem koji je izgledao kao Finac. Uz pomoć tog je svjedočanstva policija uspjela identificirati tijelo Josefa ben Meddoura, tridesetšestogodišnjeg alžirskog državljanina. U Švedskoj je dotad živio desetak godina, i bio je homoseksualac, a muškarac koji je izgledao kao Finac bio je njegov partner.

## Prvi tragovi
Policija je prvo osumnjičila Meddourova partnera. Kapa u blizini pripadala je njemu, nije imao alibi, a i često se svađao s Meddourom. Nakon dvanaest dana u pritvoru ipak je pušten na slobodu, a poslije je i lišen svake sumnje.
Istražitelji su tada saznali da su Meddoura tijekom večeri 22. srpnja posjetili oružani pripadnici GIA-e, alžirske islamističke organizacije. Budući da se sam Meddour suprotstavljao GIA-i, policija je razmotrila mogućnost političkog ubojstva. Ostali su ljudi privedeni na ispitivanje, no policija nije ništa otkrila, pa su istražitelji ubrzo shvatili da su bili na pogrešnom tragu.

## Uhićenja
Dvadesettrogodišnja je žena 15. prosinca 1997. ušla u policijsku postaju u Stockholmu. Željela je prijaviti svojeg partnera Vlada, kojeg je optužila za nasilje i prijetnje ubojstvom. Prisutnim je policajcima također rekla da joj je Vlad jednom priznao da je s prijateljem Jonom sudjelovao u ubojstvu u Keillers parku.
Toj je ženi Vlad ovako ispričao što se dogodilo: s Nödtveidtom je sreo Meddoura u geteborškoj ulici i pozvali su ga da ih slijedi u Keillers park. Ondje su ga pokušali učiniti nepokretnim uz pomoć omamljivača, no to im nije pošlo za rukom. Meddour je pokušao pobjeći, ali je Vlad izvukao pištolj i upucao ga u leđa. Dok je Meddour ležao na tlu, Vlad je dao pištolj Nödtveidt, koji je Meddoura upucao u glavu.
Žena koja je prijavila Vlada također je policiji rekla da zna gdje se nalazi oružje kojim je počinjeno ubojstvo. Geteborški su policajci primijetili da je ženino svjedočanstvo odgovaralo stanju stvari na mjestu zločina. Vlad je uhićen istog dana u svojem stanu u Stockholmu. Policija je uz njega pronašla napunjeni devet-milimetarski pištolj. Nödtveidt je uhićen tijekom jutra 18. prosinca u Göteborgu.

## Priznanja
Dva su osumnjičenika u početku tvrdila da nisu umiješana u Meddourovu smrt, no nakon što je zadržan u istražnom zatvoru pod opravdanom sumnjom, Nödtveidt je ipak priznao da je umiješan u ubojstvo. U svojem je svjedočanstvu rekao da je sve počelo u noći s 21. na 22. srpnja 1997., kad je s Vladom i još dvojicom prijatelja išao po raznim kafićima i pio. U ranim jutarnjim satima ta su druga dva prijatelja otišla kući, a Nödtveidt i Vlad počeli su se šetati središtem grada. Kad su se našli u blizini parka poznatom kao mjesto na kojem su se sastajali homoseksualci prišao im je stranac. Ta je osoba primijetila kakvu odjeću nose i upitala ih jesu li sotonisti te da bi htjela saznati nešto više o tom kultu. U početku su Nödtveidt i Vlad pokušali otjerati tog neznanca, ali ih je i dalje pratio. Tako su upoznali Meddoura.
Nödtveidt i Vlad na kraju su pozvali Meddoura da ih slijedi do Nödtveidtova stana. Na putu im je Meddour ponašanjem i govorom dao do znanja da je homoseksualac, što ih je uvrijedilo i razljutilo. Kad su stigli do Nödtveidtova stana, Meddour se uplašio i odbio je ući. Nödtveidt i Vlad tad su mu predložili da nastave razgovarati o sotonizmu u Keillers parku. Zatim su ponovno otišli u grad, ali prije odlaska Nödtveidt je ušao u svoj stan i uzeo pištolj i omamljivač. Kad su stigli u Keillers park, Vlad je uzeo Nödtveidtov omamljivač i neuspješno pokušao onesposobiti Meddoura. Meddour je pokušao pobjeći, ali ga je u tome spriječio Vlad, koji ga je upucao u leđa, a onda je uslijedio i metak u glavu.
Vlad je također priznao da je sudjelovao u ubojstvu nakon što ga je policija suočila s proturječjem. Njegovo je svjedočanstvo bilo vrlo slično Nödtveidtu, no postojala je jedna ključna razlika: tvrdio je da je Nödtveidt držao pištolj i da ga je on upucao dvaput.

## Pozadina
Istraga je geteboršku policiju upoznala s black metalom i sotonizmom.

### Black metal
Nödtveidt je bio frontmen sastava Dissection koji je stekao popularnost u sceni black metala, podžanra heavy metala čije tekstove karakteriziraju okultizam i nasilje, kao i ekstremno ponašanje i životni stil njegovih sljedbenika. Sredinom devedesetih godina 20. stoljeća scena je već postala poznata po nasilnim smrtima.
Godine 1991. Per Ohlin, švedski pjevač norveškog sastava Mayhem, počinio je samoubojstvo. Upucao se u glavu sačmaricom. Njegovo je tijelo pronašao vođa skupine, Øystein Aarseth, koji nije odmah nazvao policiju, nego je otišao kupiti jednokratnu kameru i potom slikao truplo; jedna od tih fotografija iskorištena je za bootleg Dawn of the Black Hearts (čiji je autor, Mauricio Montoya Botero, 2002. počinio samoubojstvo).
Iduće je godine Bård "Faust" Eithun, Aarseth suradnik, nasmrt izbo homoseksualaca u parku u Lillehammeru. Ubojica je naknadno rekao da je motiv bila homofobija. Samog je Aarsetha 1993. nasmrt izbo norveški glazbenik Varg Vikernes, poznat po svojem samostalnom projektu Burzum. Vikernes tvrdi da je ubio Euronymousa u samoobrani jer ga je Aarseth navodno planirao ubiti. Vikernes, koji je također optužen za spaljivanje triju crkvi, 1994. je godine osuđen na 21 godinu zatvora.

### Sotonizam
Kad je policija 15. i 18. prosinca 1997. uhitila Vlada i Nödtveidta, u njihovim je stanovima otkrila sotonističke oltare. U stanu prvog uhićenika otkrivena je i ljudska lubanja, zbog čega je optužen za posjedovanje ljudskih dijelova. Nödtveidt i Vlad bili su članovi sotonističke organizacije Misanthropic Luciferian Order (MLO); Vlad je jedan od njezinih osnivača, a policija tvrdi da nikad nije imala više od nekoliko članova.
Tijekom istrage policija je ispitivala bivše članove MLO-a, koji su opisali tu organizaciju i okultne ceremonije kojima su prisustvovali. U sklopu rituala bili su meditacija, invokacija demona i žrtvovanje životinja (poglavito mačaka, koje su kupljene preko malih oglasa). U tjednima prije ubojstva Josefa ben Meddoura Vlad je počeo zastupati sve radikalnije stavove, a članovi su počeli raspravljati o žrtvovanju ljudi i masovnom samoubojstvu. Nakon sastanka u Nödtveidtovu stanu sastavljen je popis mogućih žrtava. Na tom su se popisu nalazili nekadašnji sljedbenik koji je napustio organizaciju, članovi Dissectiona i Nödtveidtova djevojka.
Zbog tih su planova neki sljedbenici napustili MLO jer nisu željeli sudjelovati ni u kakvim ubojstvima ili zato što su se bojali za vlastiti život. Zbog toga je u vrijeme uhićenja broj aktivnih članova organizacije pao na tri osobe: Nödtveidta, Vlada i njegovu djevojku.

## Suđenje
Tijekom sudskog procesa nije se moglo utvrditi je li u pitanju sotonistički zločin, odnosno oblik prinošenja ljudske žrtve o kojem su govorili članovi MLO-a, ili zločin iz mržnje koji je potaknula ljutnja Nödtveidta i Vlada zbog Meddourove osobnosti. Inspektor Lars Ohlin, koji je rukovodio policijskom istragom, izjavio je da nema sumnje u to da je sotonizam utjecao na Nödtveidtov i Vladov čin, ali da je ključna bila i homofobija, zbog čega je švedska policija ubojstvo u Keillers parku klasificirala kao zločin iz mržnje.
Nödtveidta je 6. srpnja 1998. geteborški okružni sud osudio na osam godina zatvora zbog pomaganja u ubojstvu i posjedovanja vatrenog oružja bez dozvole. Vlad je osuđen na deset godina zbog ubojstva, nasilja nad svojom djevojkom, posjedovanja vatrenog oružja bez dozvole i posjedovanja ljudskih dijelova. Sve tri stranke podnijele su žalbu na presudu.
Prizivni sud za Zapadnu Švedsku svoju je presudu donio 25. rujna 1998. Nödtveidt je tad osuđen na deset godina zatvora, kao i Vlad, čija je presuda potvrđena.

## Epilog
Nödtveidt i Vlad oslobođeni su 2004., nakon što su u zatvoru proveli sedam godina. Nödtveidt je 2006. počinio samoubojstvo. Njegovo je tijelo pronađeno u njegovu stanu; bio je okružen krugom svijeća, a pored njega se nalazila ritualna knjiga.
Tijelo Josefa ben Meddoura preneseno je u Alžir. Pokopan je u glavnom gradu Alžiru.